# Manuel Quinziato
Manuel Quinziato (né le 30 octobre 1979 à Bolzano, dans le Trentin-Haut-Adige) est un coureur cycliste italien, professionnel de 2002 à 2017.

## Biographie
En 2001, Manuel Quinziato est champion d'Europe du contre-la-montre espoirs. En fin de saison, il se classe neuvième du championnat du monde du contre-la-montre de cette catégorie à Lisbonne au Portugal.

### Début de carrière professionnelle
Il devient coureur professionnel l'année suivante dans l'équipe Lampre-Daikin. Il obtient plusieurs places d'honneur en contre-la-montre durant cette saison : troisième place d'étape durant le Tour de Belgique (et quatrième place au classement général), sixième place d'étape du Tour des Pays-Bas, et quatrième place du championnat d'Italie de la discipline. En fin de saison, le champion d'Italie Dario Frigo ayant décidé de ne pas participer aux championnats du monde, Quinziato y est sélectionné pour disputer le contre-la-montre, avec Filippo Pozzato. Il en prend la 18e place,. En 2003, il participe au Tour d'Italie, son premier grand tour, et est vice-champion d'Italie du contre-la-montre. En 2004, il est troisième de la Japan Cup, septième du championnat d'Italie du contre-la-montre, huitième du Tour du Piémont, neuvième du Tour de Belgique et sixième du Grand Prix Eddy Merckx. En fin d'été, il participe au Tour d'Espagne.
En 2005, Manuel Quinziato rejoint l'équipe Saunier Duval-Prodir. Avec elle, il dispute son premier Tour de France.

### De 2006 à 2010 chez Liquigas
En 2006, il est recruté par l'équipe Liquigas. Dans cette équipe, il roule au service de Filippo Pozzato, notamment lors des classiques. Il obtient également de bons résultats personnels lors des courses flandriennes durant cette période : 4e du Grand Prix E3 en 2007, 2e des Trois Jours de La Panne en 2008. Cette année-là, il parvient également à prendre la 13e place de Paris-Roubaix. Durant le Tour de France, il fait partie lors de la 13e étape de l'échappée de cinq coureurs qui arrive avec près de 30 minutes d'avance sur le peloton et permet à l'Espagnol Óscar Pereiro d'être le vainqueur surprise de ce Tour,. En 2009, lorsque Pozzato quitte la Liquigas pour l'équipe russe Katusha, Manuele Quinziato devient leader pour les classiques flandriennes. Lors du Tour des Flandres, il effectue une partie de la course en tête, en compagnie de Sylvain Chavanel. À 20 km de l'arrivée, ils sont rejoints par Stijn Devolder, coéquipier de Chavanel chez Quick Step, qui part ensuite seul vers la victoire dans le mur de Grammont. Rattrapé par le peloton, Quinziato finit 32e. Durant la semaine qui suit, il prend la neuvième place de Gand-Wevelgem et la huitième de Paris-Roubaix,.

### 2011-2017 chez BMC
Il s'engage pour 2011 avec l'équipe BMC Racing. Lors du Tour de France, il est l'un des équipiers de Cadel Evans, qui devient le premier Australien à gagner cette course. Il dispute également le Tour d'Espagne et le championnat du monde sur route. En 2012, il est à nouveau équipier lors du Tour de France. Ses leaders, Tejay van Garderen et Cadel Evans, se classent respectivement cinquième et septième. Avec ses coéquipiers de BMC Racing, il est médaillé d'argent au championnat du monde du contre-la-montre par équipes. L'année suivante, BMC Racing est quatrième de ce championnat du monde du contre-la-montre par équipes. En 2014, Quinziato dispute le Tour d'Italie et le Tour d'Espagne. Avec BMC Racing, il devient champion du monde du contre-la-montre par équipes. Il figure parmi une liste de onze coureurs sélectionnés pour la course en ligne des championnats du monde 2014. Il en prend la 80e place.
En 2015, Quinziato est à nouveau équipier de Van Garderen au Tour de France. BMC y remporte la neuvième étape, disputée en contre-la-montre par équipes. En août, il gagne en solitaire la 7e étape de l'Eneco Tour. Quinziato est sélectionné pour la course en ligne des championnats du monde de Richmond, où il a le rôle de « capitaine de route ». Il devient pour la deuxième année consécutive champion du monde du contre-la-montre par équipes.
L'année suivante, en 2016, il devient pour la première fois  champion d'Italie du contre-la-montre. En fin de saison, il obtient la médaille d'argent avec l'équipe BMC Racing du championnat du monde du contre-la-montre par équipes.
À la fin de la saison 2017, il met un terme à sa carrière sportive. À l'origine, le contre-la-montre par équipes des championnats du monde sur route devrait être sa dernière course. Cependant, Quinziato a finalement décidé de laisser sa place dans l'équipe à Tejay van Garderen en raison du parcours difficile : « Jeudi, j'ai reconnu le parcours pour la première fois et il est très dur. J'ai réalisé qu'il ne me convenait pas. Tejay van Garderen est la première réserve et je sais qu'il fera une meilleure course que moi ».

## Vie privée
En mars 2017, Quinziato termine avec succès ses études de droit à l'Université de Trente, alors qu'il est encore cycliste professionnel. Il crée sa société d'agents de coureurs en 2018 : Dharma Sport Management.

## Palmarès et classements mondiaux

### Palmarès amateur
- 1997
  -  Médaillé de bronze du championnat du monde de poursuite par équipes juniors
- 1999
  -  Médaillé d'argent du championnat du monde militaires sur route
- 2000
  - Gran Premio Site
- 2001
  -  Champion d'Europe du contre-la-montre espoirs
  - 1re étape du Tour des régions italiennes
  - 2e étape du Grand Prix Guillaume Tell
  - 2e de La Bolghera
  - 2e du championnat d'Italie du contre-la-montre espoirs
  - 3e de la Coppa Città di Asti
  - 9e du championnat du monde du contre-la-montre espoirs

### Palmarès professionnel
- 2003
  - 2e du championnat d'Italie du contre-la-montre
- 2004
  - 3e de la Japan Cup
- 2006
  - 2e étape de l'Eneco Tour
  - 3e du championnat d'Italie du contre-la-montre
- 2007
  - 3e du championnat d'Italie du contre-la-montre
  - 5e de l'Eneco Tour
- 2008
  - Intaka Tech Worlds View Challenge 1
  - Intaka Tech Worlds View Challenge 5
  - 1re étape du Tour d'Espagne (contre-la-montre par équipes)
  - 2e des Trois Jours de La Panne
  - 2e du Chrono des Nations-Les Herbiers-Vendée
- 2009
  - 8e de Paris-Roubaix[n 1]
  - 9e de Gand-Wevelgem
- 2010
  - 3e du championnat d'Italie du contre-la-montre
- 2012
  -  Médaillé d'argent au championnat du monde du contre-la-montre par équipes
- 2014
  -  Champion du monde du contre-la-montre par équipes
- 2015
  -  Champion du monde du contre-la-montre par équipes
  - 3e étape du Critérium du Dauphiné (contre-la-montre par équipes)
  - 9e étape du Tour de France (contre-la-montre par équipes)
  - 7e étape de l'Eneco Tour
- 2016
  -  Champion d'Italie du contre-la-montre
  - 1re étape du Tirreno-Adriatico (contre-la-montre par équipes)
  -  Médaillé d'argent au championnat du monde du contre-la-montre par équipes
- 2017
  - 3e du championnat d'Italie du contre-la-montre

### Résultats sur les grands tours

#### Tour de France
9 participations
- 2005 : 131e
- 2006 : 80e
- 2007 : 113e
- 2008 : 130e
- 2010 : 162e
- 2011 : 115e
- 2012 : 109e
- 2013 : 85e
- 2015 : 120e, vainqueur de la 9e étape (contre-la-montre par équipes)

#### Tour d'Italie
5 participations
- 2003 : 86e
- 2009 : 106e
- 2014 : 112e
- 2016 : 117e
- 2017 : 133e

#### Tour d'Espagne
5 participations
- 2004 : 94e
- 2008 : abandon (18e étape), vainqueur de la 1re étape (contre-la-montre par équipes)
- 2009 : 126e
- 2011 : 131e
- 2014 : 68e

### Classements mondiaux
| Année                  | 2006 | 2007 | 2008 | 2009 | 2010 | 2011 | 2012 | 2013 | 2014 | 2015 |
| ---------------------- | ---- | ---- | ---- | ---- | ---- | ---- | ---- | ---- | ---- | ---- |
| Classement ProTour     | 85e  | 154e |      |      |      |      |      |      |      |      |
| Calendrier mondial UCI |      |      |      | 137e | 255e |      |      |      |      |      |
| UCI World Tour         |      |      |      |      |      | nc   | nc   | 215e | 208e | 163e |